# Автошлях М 20
Автошлях М 20 — автомобільний шлях міжнародного значення на території України, Харків — кордон із Росією. Проходить територією Харківської області. Збігається з частиною європейського маршруту E105 (Кіркенес — Санкт-Петербург — Москва — Харків — Ялта).
Починається в Харкові та закінчується на пропускному пункті Щербаківка, що веде до Бєлгорода в Росії (федеральна магістраль М2 «Крим»). Продовження на південь у складі E105 — автострада М18.

## Загальна довжина
Харків — Щербаківка (на м.Бєлгород) — 28,4 км.
Автошлях проходить через такі міста:
| Автошлях М 20      |                                                            |
| Харків             | Білгородське шосе, проспект Академіка Курчатова E40E105М03 |
| Харківська область |                                                            |
| Харківський район  |                                                            |
| Лісне              |                                                            |
| Руська Лозова      |                                                            |
|                    | Т 2117                                                     |
| Щербаківка         | М2 Е105 • Бєлгород                                         |